# Вили Бекл
Вили Бекл (Клагенфурт, 27. јануар 1893. — 22. април 1975) био је аустријски клизач у уметничком кклизању. Такмичио се у дисциплини појединачно за мушкарце.
Двоструки је ауструјски репрезентативац у уметничком клизању на Зимским олимпијским играма 1924. у Шамонију и 1928. у Санкт Морицу, гдеје освоји две сребрне олимпијске медаље. На светским првенствима четири пута је победио, три пута би други, а два пута је трећи. Учествовао је и и на европским првенствима где је победио 5 пута.
По завршетку такмичарске каријере, сели се у САД и постаје тренер.

## Такмичарски резултати
1913
- Европско првенство - 3
- Светско првенство - 2

1914
- Европско првенство - 3
- Светско првенство - 3

1922
- Европско првенство - 1
- Светско првенство - 3

1923
- Европско првенство - 1
- Светско првенство - 2

1924
- Олимпијске игре - 2
- Светско првенство - 2

1925
- Европско првенство - 1
- Светско првенство - 1

1926
- Европско првенство - 1
- Светско првенство - 1

1927
- Европско првенство - 1
- Светско првенство - 1

1928
- Европско првенство - 1
- Олимпијске игре - 2
- Светско првенство - 1